# 보통해면류
보통해면류는 해면동물문에 속하는 보통해면강(Demospongiae) 동물의 총칭이다. 약 7,000여 종을 포함하고 있다.

## 특징
규질의 골편을 가지고 있으나 없는 종류도 있으며, 대부분 얕은 바다나 호수에서 산다. 해면동물 중 가장 많은 종을 포함하고 있는데, 한국에서는 약 114종 정도가 알려져 있다. 목욕해면·보라해면·민물해면·화산해면·꼭지해면·그물눈해면·해로동굴해면 등이 이에 속한다.

## 하위 분류
- Heteroscleromorpha
  - 군해면목 (Agelasida) Verrill, 1907
  - 축해면목 (Axinellida) Lévi, 1953
  - 별해면목 (Astrophorida) Sollas, 1888
  - 알해면목 (Chondrosida) Boury-Esnault & Lopès, 1985
  - 수각해면목 (Dendroceratida) Minchin, 1900
  - 망각해면목 (Dictyoceratida) Minchin, 1900
  - 경해면목 (Hadromerida) Topsent, 1894
  - 해변해면목 (Halichondrida) Gray, 1867
  - 단골해면목 (Haplosclerida) Topsent, 1928
  - 돌해면목 (Lithistida) Sollas, 1888
  - 다골해면목 (Poecilosclerida) Topsent, 1928
  - 나선해면목 (Spirophorida) Bergquist & Hogg, 1969
  - 관해면목 (Verongida) Bergquist, 1978

- 분류가 불확실한 속
  - Myceliospongia Vacelet & Perez, 1998